# Баллібофі
Баллібофі (англ. Ballybofey; ірл. Bealach Féich) — (мале) місто в Ірландії, знаходиться в графстві Донегол (провінція Ольстер).
Населення — 4 176 людей (за даними перепису 2002 року).